# Félix Bédouret

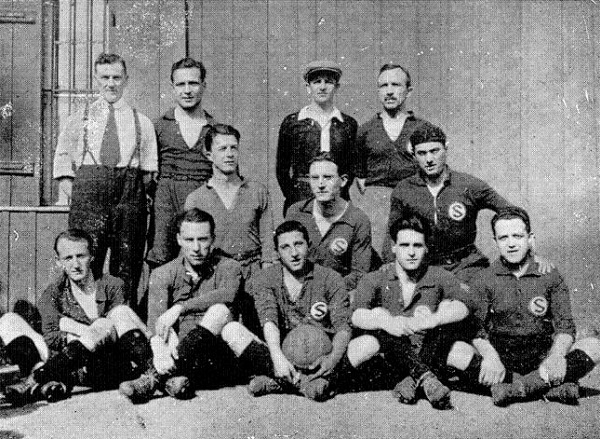
Félix Bédouret (sitzend ganz rechts), Teil der Servette-Meistermannschaft von 1922

Félix Bédouret (* 12. Januar 1898 in Saint-Gervais, Frankreich; † 30. Juni 1955 in Genf) war ein Schweizer Fussballspieler. Er gewann mit dem Servette FC zweimal den Schweizer Meistertitel. Zudem absolvierte er zwei Spiele für die Schweizer Nationalmannschaft und gewann mit dieser bei den Olympischen Sommerspielen 1924 die Silbermedaille.

## Karriere
Bédouret debütierte für Servette am 12. September 1915 in einem Freundschaftsspiel gegen Club Athlétique de Genève, ehe er im Startspiel zur neuen Saison 1915/16, am 3. Oktober 1915, beim 7:1-Heimsieg gegen Stella Fribourg seinen Einstand in der Serie A gab. Er wurde im französischen Saint-Gervais, im Schatten des Mont-Blanc, geboren, wo seine Mutter ein Café betrieb. Er sang nicht ohne Talent den Tenor und spielte leidenschaftlich Theater, während er beruflich erfolgreich für eine Genfer Bank tätig war. Und er spielte Fussball für Servette. Ein stämmiger, aber laufstarker linker Flügelspieler, der bald nach seinem Debüt Stammspieler wurde. Servette war zu dieser Zeit bereits eine hochdekorierte Mannschaft um die Veteranen Marcel Henneberg, Maurice «Kiki» Henneberg und Otto Fehlmann, die schon über ein Jahrzehnt für die Grenats ihre Knochen hingehalten hatten. Er feierte mit den Genfern 1918 den Schweizer Meistertitel, nachdem er im entscheidenden Finalspiel in Zürich gegen den Ostmeister St. Gallen zum 4:0-Endstand getroffen hatte. Es folgten zwei weitere Westschweizer Meistertitel, er musste mit den Genfern aber in den Finalspielen 1919 Étoile La Chaux-de-Fonds und 1920 den hochfavorisierten Berner Young Boys den Vortritt überlassen.
Bédouret stand im Januar 1920 erstmals im erweiterten 30-Mann-Kader der Schweizer Nationalmannschaft, sein Länderspiel-Debüt machte er dann am 6. November 1921 in der heimischen Charmilles beim 1:1 gegen Italien, Schweizer Torschütze war sein langjähriger Sturmpartner bei Servette, Robert Pache. 1921 folgte unter dem neuen, hauptberuflichen Trainer Teddy Duckworth, einem Engländer, der vierte Westschweizer Meistertitel in Serie, in den Finalspielen blieben die Grenats gegen YB und den neuen Meister GC aber chancenlos. Der Schweizer Meistertitel folgte ein Jahr später, 1922, nachdem sich Servette gegen Luzern und die Blue Stars durchgesetzt hatte. Er erzielte beim 2:0-Sieg gegen Luzern auf dem Basler Landhof vor 6'000 Zuschauern das zweite Tor nach einem Sololauf und sicherte so den Genfern den Meistertitel. 1923 stand Servette erneut in der Finalrunde, wo die Grenats allerdings den Young Fellows und dem FC Bern unterlagen.
Im Herbst 1923 siedelte der Devisenhändler berufshalber nach Paris um, wo er sich dem Racing Club de France anschloss. 1924 stand er im Schweizer Aufgebot für die Olympischen Spiele in seiner neuen Wahlheimat. Er kam im zweiten Spiel, beim 1:1 gegen die Tschechoslowakei, zum Einsatz, es war sein zweites und letztes Länderspiel. Die Schweiz holte sich schliesslich die Silbermedaille.
Im Januar 1930 fahndete die Pariser Polizei öffentlich nach ihm. Er soll zusammen mit einem Geschäftspartner Kundengelder veruntreut und ungedeckte Checks über beträchtliche Summen ausgestellt haben. In der Westschweizer Presse wurde geschrieben, dass die Tat nicht überraschen konnte. Er habe schon immer von einem Platz an der Sonne der Finanzwelt geträumt und ging deshalb nach Paris, wo er dann auch eine brillante Karriere machte und eine eigene Bank gründete, ehe dem schnellen Vermögen der rasche Absturz folgte. Im gleichen Jahr wurde auch sein ehemaliger Sturmkollege Pache, der mittlerweile in Deutschland für den FSV Frankfurt spielte, in Frankfurt wegen einer Kokain-Affäre verhaftet. Seit 1928 verheiratet, verstarb Bédouret am 30. Juni 1955 in Genf.